# Ludden, Uppland
Ludden är en sjö i Norrtälje kommun i Uppland och ingår i Norrtäljeåns huvudavrinningsområde. Sjön har en area på 0,0697 kvadratkilometer och ligger 3 meter över havet.

## Delavrinningsområde
Ludden ingår i det delavrinningsområde (663136-166101) som SMHI kallar för Mynnar i Lommaren. Medelhöjden är 18 meter över havet och ytan är 6,61 kvadratkilometer. Räknas de 6 avrinningsområdena uppströms in blir den ackumulerade arean 68,01 kvadratkilometer. Malstaån som avvattnar avrinningsområdet har biflödesordning 2, vilket innebär att vattnet flödar genom totalt 2 vattendrag innan det når havet efter 3,8 kilometer. Avrinningsområdet består mestadels av skog (45 procent), öppen mark (15 procent) och jordbruk (26 procent). Avrinningsområdet har 0,06 kvadratkilometer vattenytor vilket ger det en sjöprocent på 0,9 procent. Bebyggelsen i området täcker en yta av 0,89 kvadratkilometer eller 13 procent av avrinningsområdet.